# Della Ragion di Stato
Ne doit pas être confondu avec Raison d’État.
Della Ragion di Stato (« De la raison d’État ») est un traité de théorie politique de Giovanni Botero, publié à Venise en 1589. Giovanni Botero est le premier auteur d’un traité de la raison d'État. À ce titre, il ouvre un débat qui se prolongera pendant toute la première moitié du XVIIe siècle.

## Description
Voyant qu’on abusait et de l’Histoire de Tacite et des maximes de Machiavel au détriment des nations, Botero résolut de tracer un art politique d’après les véritables principes du christianisme, qu’il considérait comme étant ceux de la justice et de l’humanité. Il envisage les hommes tels qu’ils devraient être et, dans cette hypothèse, il imagine un système parfait de société ; on ne peut l’accuser néanmoins d’avoir fait une utopie. C’est un esprit sage, supérieur et connaissant mieux les cours de son temps que Machiavel lui-même. Botero veut qu’on apprenne à diriger les opinions erronées, les passions même qui répugnent à la morale, au lieu de les persécuter inutilement. Les passions égoïstes sont parfois des stimulants plus énergiques que la vertu toute pure. Ecclésiastique, il attaque les vices de l’Église ; il n’accorde au clergé d’autre autorité que celle qui dérive de la modération et du désintéressement. Parlant des peines, il se rencontre avec les réformateurs modernes du code criminel : il veut la peine de mort très-rare et un châtiment afflictif et infamant à la fois. Examinant l’art de la guerre, il en borne l’usage à la défense de l’État ; si elle a tout autre but, la guerre est l’art des brigands et des assassins. Botero préfère l’infanterie à la cavalerie et se prononce contre les armées nombreuses, qui ne peuvent être ni bien commandées ni bien entretenues. Il propose l’institution d’une milice nationale, qui se rendrait utile en temps de paix par l’exécution de grands travaux publics, si toutefois une milice est nécessaire. Admettant les forces maritimes, il borne leur emploi à la défense des ports et à la protection du commerce, et les proportionne à l’étendue et à la puissance des États. Botero traite ensuite un sujet tout à fait nouveau pour son temps, l’économie politique. Il exprime des opinions aussi hardies que justes en parlant de la richesse des nations. Il définit le luxe : la préférence donnée aux objets agréables sur les objets utiles ou nécessaires. Quand ce vice est poussé à l’excès et que les fortunes s’accumulent dans les mains d’une caste privilégiée, la population doit nécessairement décroître. L’oisiveté étant la principale cause de la misère et de la faiblesse des peuples, les gouvernements doivent encourager l’agriculture. Le commerce, lien commun des sociétés, est aussi le moyen le plus propre à utiliser le superflu des denrées nationales ou à écarter la disette. La seule exportation nuisible à l’industrie d’un peuple est celle des denrées brutes ou matières premières, surtout si ce peuple peut les manufacturer lui-même. Attaquant comme pernicieux les vastes domaines des souverains et les trésors royaux, il met la richesse du prince dans la richesse de ses sujets. Les impositions personnelles et mobilières lui paraissent odieuses ; il condamne avec force les impositions en nature. Reconnaissant l’influence des climats, il en fixe les limites d’après la morale et la politique. Il attend le bien des bonnes institutions fondées sur la justice et l’intérêt. Il veut qu’on remédie à la longueur des formalités judiciaires. Voyant dans les parcs seigneuriaux autant de terres perdues pour la fortune nationale et voulant atténuer les vices de l’institution de la noblesse, Botero propose de distribuer des terres à tous les citoyens. Il regarde les véritables savants comme les instituteurs et les maîtres de l’esprit public, et déclare qu’un bon gouvernement doit avant tout les consulter et les respecter. Penseur profond, il calcule la puissance réelle des empires et il prévoit leurs destinées ; ainsi il annonce la décadence de l’Empire ottoman et de l’Espagne. Le premier, il propose l’équilibre politique de l’Europe, pour avoir une paix sûre et durable.
Les Italiens placent Botero à un rang plus élevé que Montesquieu ; mais toute comparaison tombe par cela même que l’auteur de l’Esprit des lois prend les hommes tels qu’ils sont. Botero peut quelquefois disputer à Machiavel le premier rang ; il a une connaissance plus profonde des intérêts et des ressources des peuples à son époque ; il traite avec quelque étendue de l’économie politique, de laquelle Machiavel ne parle pas. Plus occupé de ses idées que de la manière de les exprimer, Botero se répète ; clair et dégagé de toute affectation, il est quelquefois diffus et incorrect. Son livre compte un très grand nombre d’éditions et de traductions ; il a été traduit trois fois en français (Paris, 1599, 1606 et 2014).

## Éditions
- Giovanni Botero (trad. Gabriel Chappuys), Raison et gouvernement d'Estat, en dix livres, Paris, chez Guillaume Chaudière, 1599 (lire en ligne)
- Botero G., De la raison d'État (1589-1598), Édition, traduction et notes de P. Benedittini et R. Descendre, Introduction de R. Descendre, Paris, Gallimard, 2014, pp. 423 ("Bibliothèque de philosophie")  (ISBN 978-2-07-013584-4).